# UD 살라망카 B
UD 살라망카 B(스페인어: Unión Deportiva Salamanca, S.A.D. "B")는 스페인 카스티야이레온주 살라망카도 살라망카를 연고로 하는 축구단이다. 1952년 10월 22일에 창단되었으며, UD 살라망카의 2군 팀으로 활동했다.

## 역대 감독
| 감독              | 임기 |
| ----------------- | ---- |
| 호르헤 달레산드로 | 2011 |